# Thysochromis
Thysochromis – rodzaj słodkowodnych ryb z rodziny pielęgnicowatych (Cichlidae).

## Klasyfikacja
Gatunki zaliczane do tego rodzaju:
- Thysochromis ansorgii (Boulenger, 1901) – barwniak Ansorgiego[3], barwniak pięcioplamy[4]
- Thysochromis emili Walsh, Lamboj & Stiassny, 2019